# Tchatkalophantes
Tchatkalophantes es un género de arañas araneomorfas de la familia Linyphiidae. Se encuentra en Asia.

## Lista de especies
Según The World Spider Catalog 12.0:
- Tchatkalophantes baltistan Tanasevitch, 2011
- Tchatkalophantes bonneti (Schenkel, 1963)
- Tchatkalophantes huangyuanensis (Zhu & Li, 1983)
- Tchatkalophantes hyperauritus (Loksa, 1965)
- Tchatkalophantes karatau Tanasevitch, 2001
- Tchatkalophantes kungei Tanasevitch, 2001
- Tchatkalophantes mongolicus Tanasevitch, 2001
- Tchatkalophantes rupeus (Tanasevitch, 1986)
- Tchatkalophantes tarabaevi Tanasevitch, 2001
- Tchatkalophantes tchatkalensis (Tanasevitch, 1983)